# Nivea

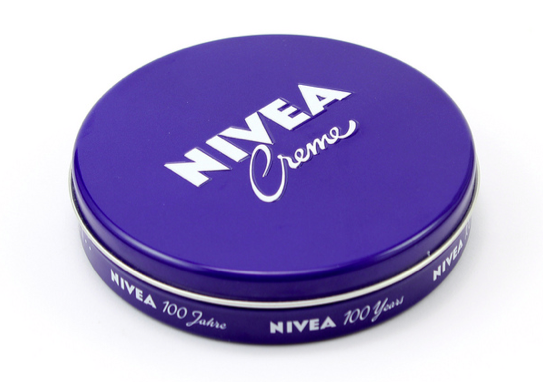
Het blauwe blikje met crème van Nivea

Nivea is een merk dat toebehoort aan Beiersdorf AG. Het is tevens de naam van een witte huidcrème die in een karakteristiek blauw, schijfvormig doosje wordt verkocht.

## Geschiedenis
Op 28 maart 1882 opende de Duitse dermatoloog Carl Paul Beiersdorf een apotheek te Hamburg. Tijdens zijn bezigheden als dermatoloog ontwikkelde hij een zelfklevend verband waar hij patent op kreeg.
In 1890 verkocht hij de firma aan Oscar Troplowitz. Deze bouwde het bedrijf verder uit en verdiepte zich in huidproducten. Troplowitz ontwikkelde een lipbalsem, die vanaf 1909 als Labello verkocht werd.
In 1911 kwam de witte huidcrème op de markt. De naam Nivea is afgeleid van het Latijnse bijvoeglijk naamwoord niveus, dat sneeuwwit betekent. Het was de eerste stabiele zalf op basis van zowel water als olie.
Het blauwe doosje dateert van 1925 en verving een gele doos met een gelijke vorm maar met een groen opschrift in art-nouveaustijl.